# マルテッラーゴ
マルテッラーゴ（伊: Martellago）は、イタリア共和国ヴェネト州ヴェネツィア県にある、人口約21,000人の基礎自治体（コムーネ）。

## 地理

### 位置・広がり

#### 隣接コムーネ
隣接するコムーネは以下の通り。
- ミラーノ
- サルツァーノ
- スコルツェ
- スピネーア
- ヴェネツィア

### 気候分類・地震分類
気候分類では、zona E, 2453 GGに分類される。
また、イタリアの地震リスク階級 (it) では、zona 3 (sismicità bassa) に分類される。